# Черновачка област
Черновачка област (укр. Чернівецька область), позната и као Чернивечина (укр. Чернівеччина), је административна јединица на југозападу Украјине.

## Административна подела
Рад локалне администрације надзире Рада Черновачке области (укр. Чернівецька обласна рада). Гувернер области је председник Скупштине и именује га председник Украјине.

### Рејони
Чернивачка област је подељена на 11 рејона:
- Вижњички рејон
- Герчаевски рејон
- Глибокски рејон
- Заставновски рејон
- Кељменечки рејон
- Кицмански рејон
- Новоселички рејон
- Путиљски рејон
- Сокирјански рејон
- Сторожинечки рејон
- Хотињски рејон

## Становништво
| Националност | 1989. | 2001. | Матерњи језик    | 1989. | 2001.  |
| Украјинци    | 70,8% | 75,0% | Украјински језик | 70,8% | 75,6%  |
| Румуни       | 10,7% | 12,5% | Румунски језик   | ?     | ~11,5% |
| Молдавци     | 9,0%  | 7,3%  | Молдавски језик  | ?     | ~6,7%  |
| Руси         | 6,7%  | 4,1%  | Руски језик      | ?     | 5,3%   |
| Пољаци       | 0,5%  | 0,4%  |                  |       |        |
| Белоруси     | 0,3%  | 0,2%  |                  |       |        |
| Јевреји      | 1,8%  | 0,2%  |                  |       |        |
| остали       | 0,2%  | 0,4%  |                  |       |        |